# تجربه فراطبیعی سه‌بعدی
تجربه فراطبیعی سه‌بعدی (اسپانیایی: Paranormal Xperience 3D‎) یک فیلم ترسناک اسلشر اسپانیایی است که در سال ۲۰۱۱ منتشر شد.

## گزیدهٔ بازیگران
- آلبا ریباس
- اورسولا کوربرو
- ماکسی ایگلسیاس
- آمایا سالامانکا
- اسکار سینلا
- لوچو فرناندس